# Brousses et prairies d'Hobyo
Localisation
Les brousses et prairies d'Hobyo sont une écorégion terrestre définie par le WWF, appartenant au biome des déserts et terres arbustives xériques de à l'écozone afrotropicale. Elle couvre une partie de la Somalie.

## Géographie
C'est une bande côtière étroite, longue de 250 km mais ne dépassant guère 10 à 15 km de large, bordée au nord-ouest par les formations buissonnantes et fourrés décidus à Acacia et Commiphora de la Somalie, au sud-est par l'océan Indien. De faible relief, le sol sableux et fertile forme des dunes qui atteignent 160 m de haut avec quelques pans rocheux au nord. La capitale somalienne, Mogadiscio, se trouve à sa limite sud, et la ville de Hobyo à sa limite nord.

## Climat
Le climat est chaud et sec avec une température mensuelle maximale de 33°C et minimale de 21°C. Il y a une courte saison humide entre mars et juin quand la zone de convergence intertropicale se déplace vers le nord.

## Flore
La végétation compte un millier d'espèces avec un niveau élevé d'endémisme. Elle est résistante à la sécheresse et consiste surtout en buissons épais : Aerva javanica (en), Indigofera sparteola, Jatropha pelargoniifolia (glandulosa), Tephrosia filiflora. Les plantes succulentes sont nombreuses et variées, plusieurs sont endémiques dont Puntia (genre monospécifique), Amphiasma gracilicaulis, Gymnocarpos parvibractus (en). Sur les sols calcaires poussent les arbustes Buxus hildebrandtii, Maytenus undata et Vepris eugeniifolia qui ne se rencontrent nulle part ailleurs sauf, plus au nord, dans les forêts claires xériques d'altitude de Somalie. Dirachma somalensis, une des deux espèces très localisées du genre Dirachma (en), est aussi endémique dans les gorges calcaires. L'épineux Solanum arundo (en), qui peut atteindre 6 m de haut, Cyperus chordorrhizus et Aristolochia rigida, endémiques ou presque endémiques, poussent de préférence sur les dunes.

Flore
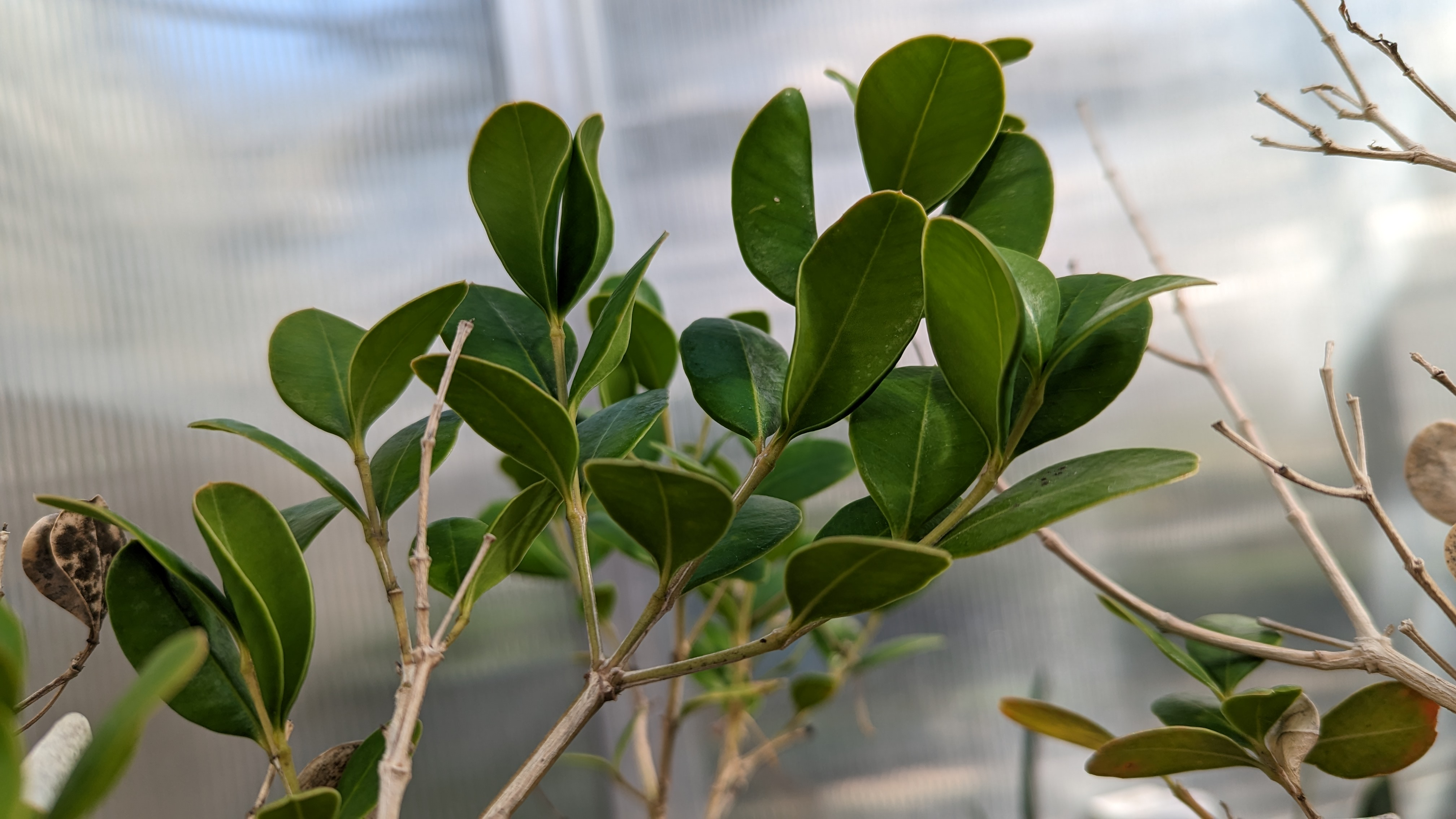
Buis d'Hildebrandt en 2023.
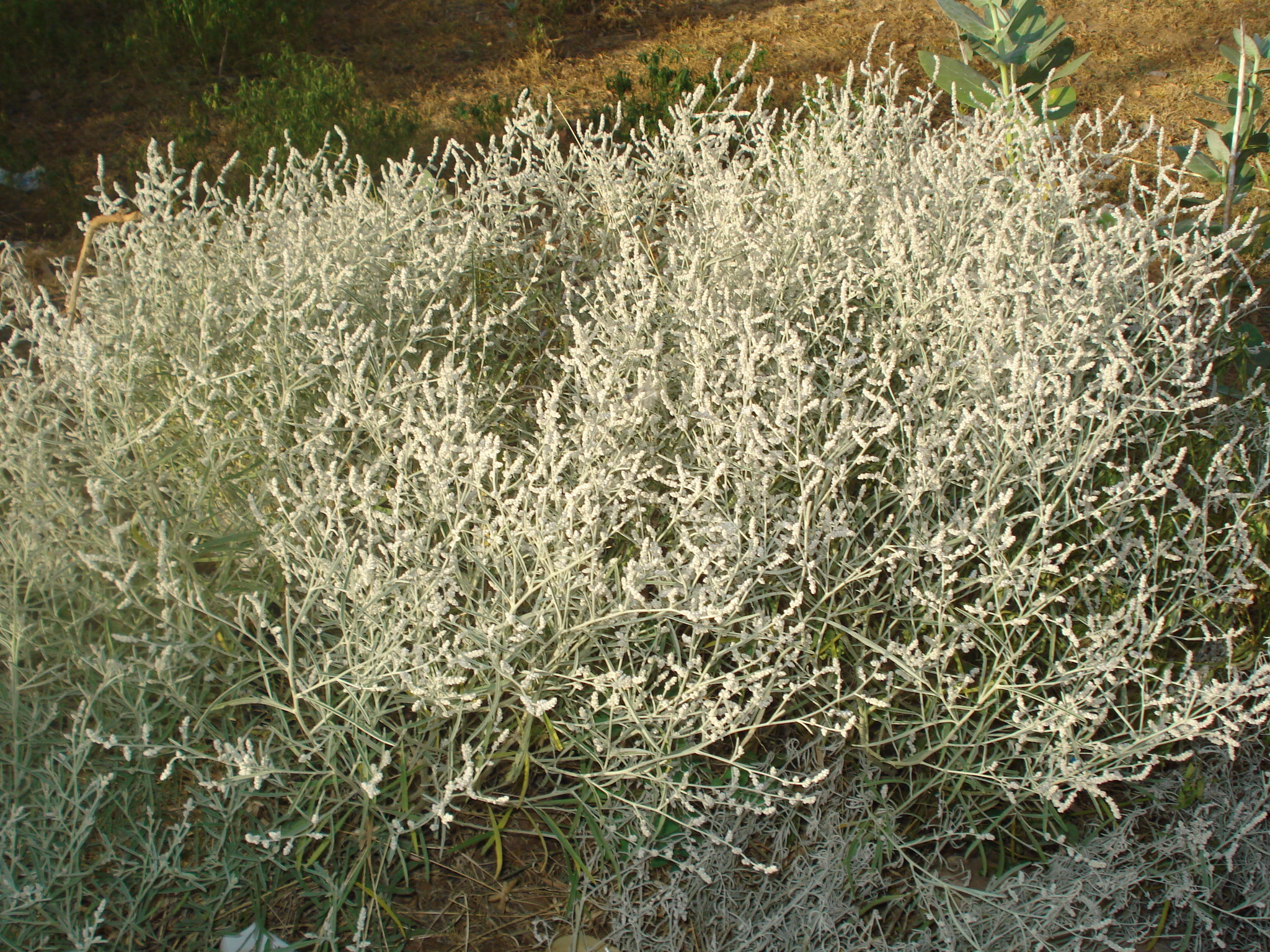
Aerva javanica (en) dans le désert de Thar en novembre 2009.
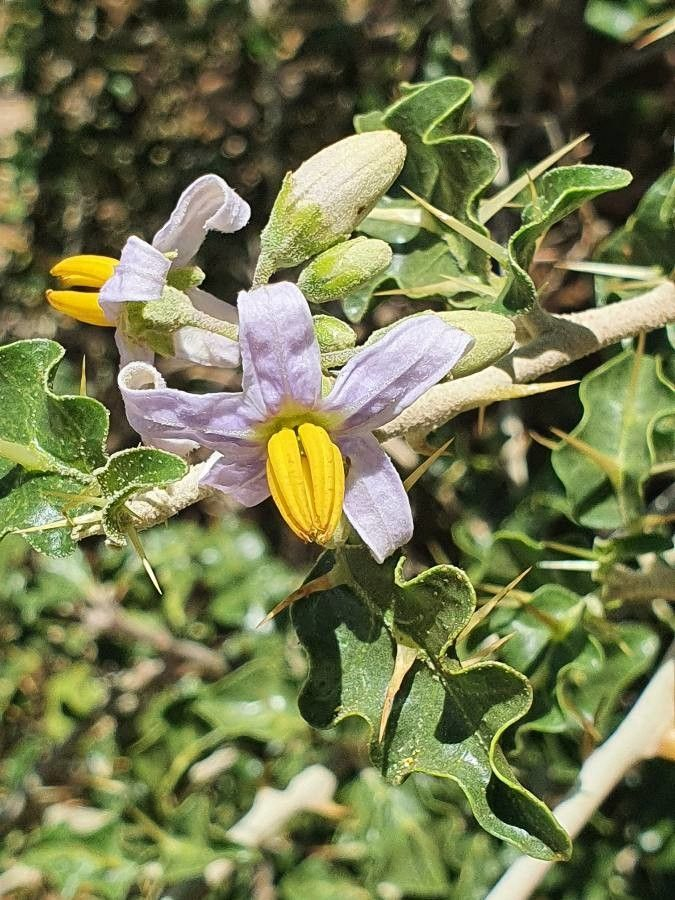
Fleur de Solanum arundo (en) à Meru (Kenya) en octobre 2020.

## Faune

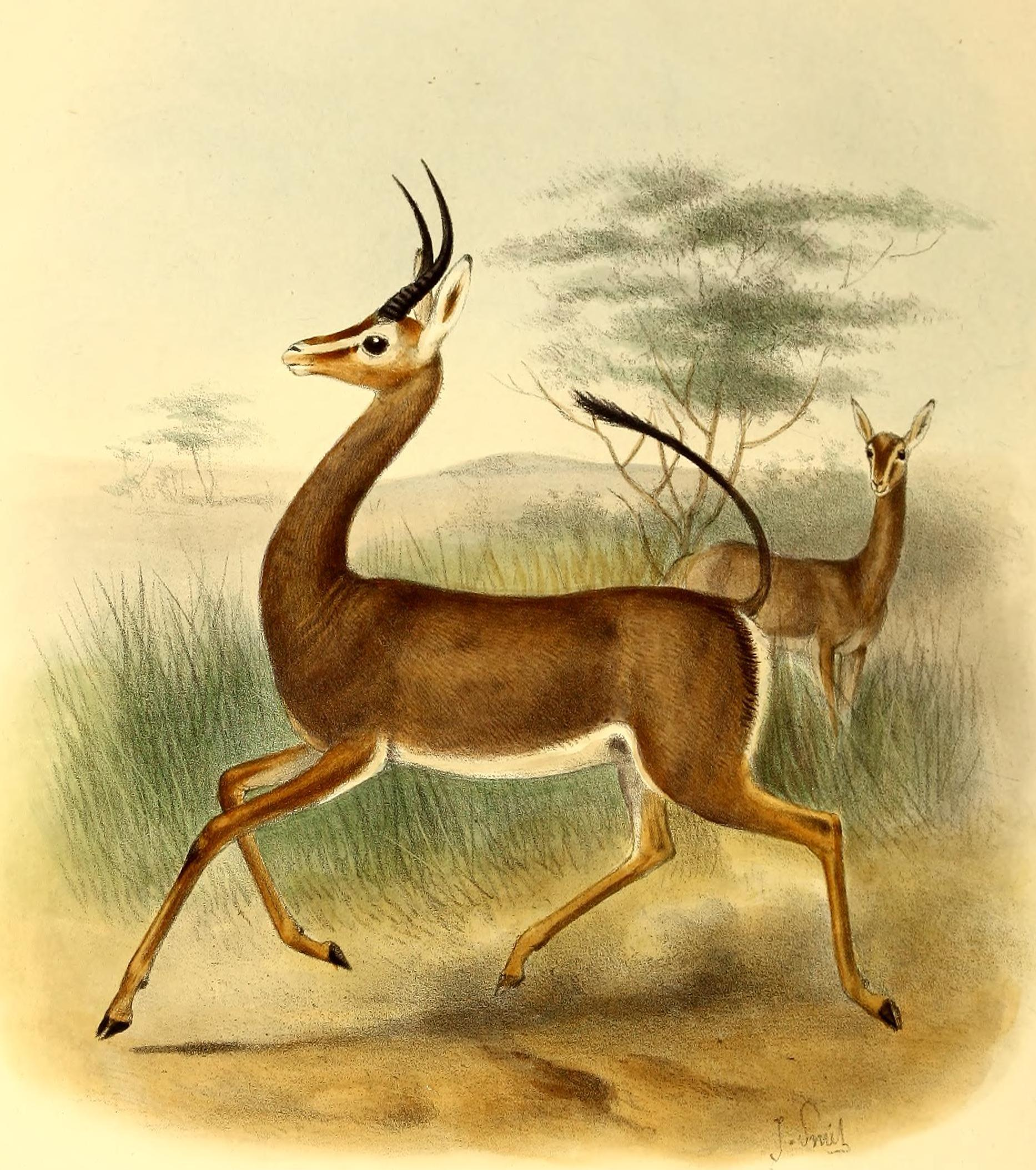
Gazelle dibatag. Illustration de The book of antelopes de Joseph Smit, 1894.

La région est pauvre en grands mammifères : depuis les années 1990, le braconnage a décimé le lion, le guépard et plusieurs antilopes chassées pour leur peau. L'espèce emblématique et endémique de l'écorégion est le dik-dik argenté : il est représenté par une population de 30 000 individus. Les autres grands herbivores sont la gazelle de Sömmering et la gazelle de Speke ; l'oryx beïsa et le dibatag peuvent aussi s'y rencontrer. La taupe dorée de Somalie est endémique, de même que deux lézards, scinque de Haacke-Greer et Latastia cherchii.
Deux oiseaux sont strictement endémiques dans le cordon dunaire : l'alouette d'Ash et l'alouette d'Obbia. Cette région sert aussi d'escale à plusieurs oiseaux migrateurs venus de la zone paléarctique.

## Menaces
La guerre civile entre clans somalis entraîne un afflux de personnes déplacées de l'intérieur vers la côte et une pression accrue sur l'écosystème.
Les tempêtes de sable, aggravées ces dernières années par le changement climatique, et les coupes illégales de bois entraînent une expansion des dunes qui menace gravement les habitations et cultures des villes côtières. À Hobyo, un hôpital ouvert en 2018 à dû être abandonné l'année suivante à cause de l'ensablement.

## Protection
La seule aire protégée, avant la guerre, était le parc national Lag Badana Bush-Bush (en) près de Kismayo.
La Somalie a présenté la candidature d'une partie de cette région, dans le Galmudug, au patrimoine mondial de l'UNESCO depuis le 20 février 2024.